# Holloway, Derbyshire
Holloway är en by i Derbyshire i England. Byn är belägen 20,3 km 
från Derby. Orten har 531 invånare (2015).